# Ernest Vander Linden

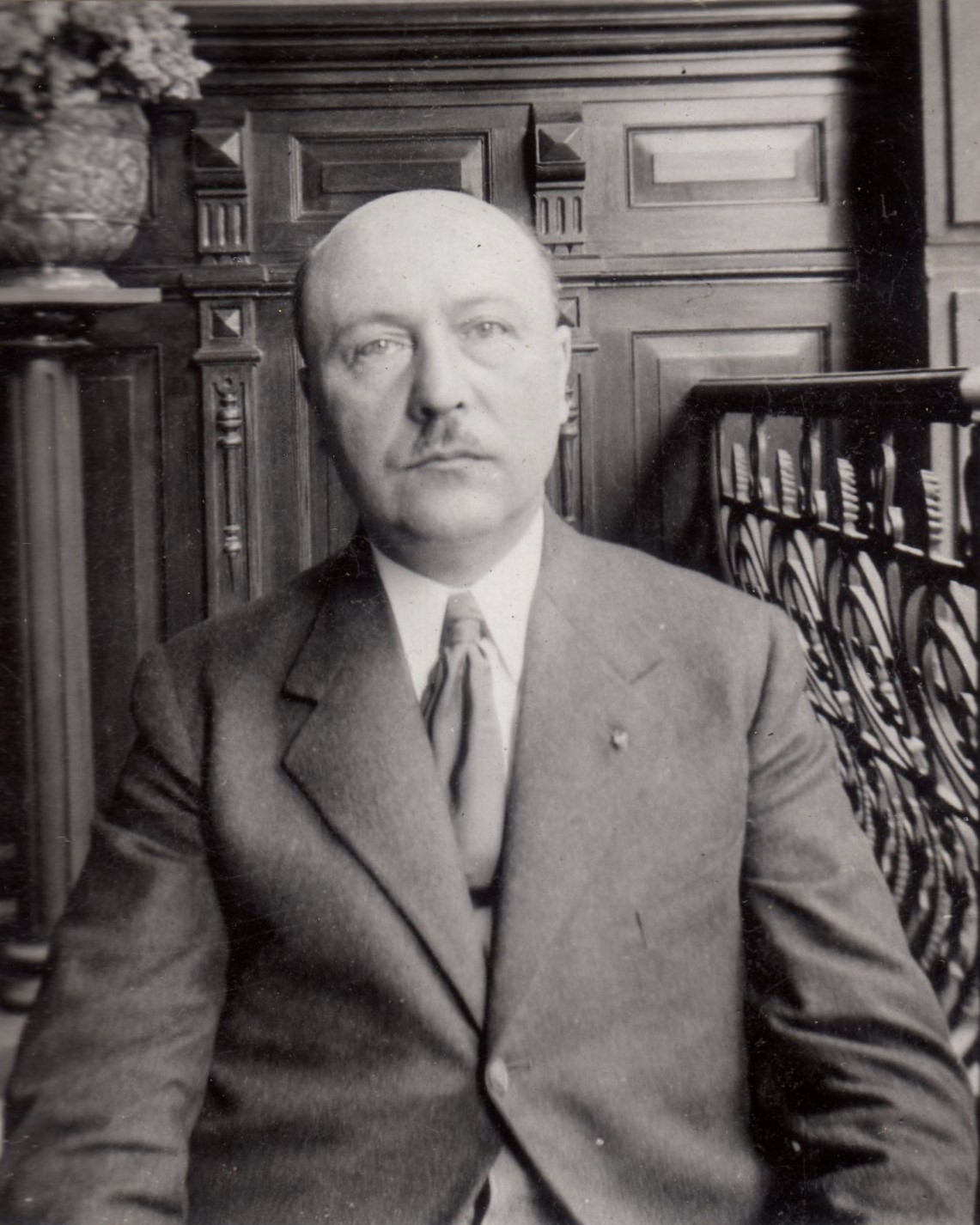
Ernest Vander Linden

Ernest Jean Joseph Vander Linden (geboren 4. März 1886 in Ixelles, gestorben 13. August 1974 in Bridel (Luxemburg)) war ein belgischer Bankier und der erste Privatbankier in Luxemburg. Ernest Vander Linden führte sein Bankgeschäft zunächst unter dem Namen Bankgeschäft E. Vander Linden bzw. Banque E. Vander Linden. Die Bank lag neben dem Aldringer Ecke Boulevard Royal / Avenue Monterey. Er war auch Generalvertreter von zwei Versicherungsgesellschaften für Luxemburg.

## Leben
Am 1. August 1907 wurde Ernest Vander Linden als Generalagent für die Compagnie d'Assurances sur la vie „Le Cosmos“ für Luxemburg zugelassen. Am 23. April 1908 wurde er als Generalagent der Compagnie de Bruxelles pour l'assurance à primes contre l'incendie für Luxemburg zugelassen. Im Juli 1919 wurde durch die Verschmelzung des Bankgeschäfts E. Vander Linden mit dem Crédit Central du Brabant in Brüssel, die Banque Belgo-Luxembourgeoise S.A. gegründet.
Das Unternehmenssitz war in Brüssel, am Anfang auf 22, Rue d’Arlon, und später auf 3, Boulevard Anspach. Die Luxemburger Aktivitäten wurden als Niederlassung geführt.
Am 5. Oktober 1919 wurde er zum belgischen Konsularagent in Luxemburg ernannt. Am 30. März 1920 wurde er zum Vizekonsul von Belgien ernannt und erhielt am 20. April 1920 die Exequatur.
Er ersteigerte am 10. Februar 1921 die Villa der Familie Saur-Koch, die auf Nr. 20 am Boulevard Royal lag, zum Preis von 195.000 Franken und zog mit seiner Familie ein. Später wurde aus der Villa das Hotel Rix.
Ende 1923 wurde der Luxemburger Teil der Banque Belgo-Luxembourgeoise S.A. von der BGL übernommen und der belgische Teil wurde von der Muttergesellschaft der BGL, der belgischen Société Générale de Belgique, übernommen.
Danach führte Ernest Vander Lindern seine Bankgeschäfte unter der Bezeichnung Centrale d'achat et de vente des valeurs Luxembourgeoises non cotées en Bourse bzw. An- und Verkaufszentrale für luxemburger Wertpapiere ohne Börsennotiz.
Am 10. November 1924 wurde er zum Konsul von Belgien ernannt und erhielt am 10. Januar 1925 die Exequatur. In dieser Funktion war er bis zum 15. Oktober 1926. Er war der erste Honorarkonsul der Tschechoslowakei in Luxemburg. Er erhielt am 6. Dezember 1923 seine Ernennung und die Exequatur erfolgte am 20. Mai 1924. Er war bis 1928 in dieser Funktion.
Ernest Vander Linden war mit eine der ersten Personen, die am 1. Februar 1929 zugelassenen wurden für den Handel an der neu gegründeten Luxemburger Börse. Im April 1929 wurde er in die Börsenkommission gewählt. Anfang 1930 trat er von dieser Funktion zurück.

## Familie
Ernest Vander Linden war mit Adolphine Funck verheiratet (22. Juni 1889 – 13. Mai 1982), der Nichte von Pierre Funck und Kusine von Karl und Paul Bonatz, sie hatten drei Kinder. Er ruht auf dem Liebfrauenfriedhof in Limpertsberg.

## Auszeichnungen
- Ritter des Kronenorden durch königlichen Erlass vom 15. Oktober 1926
- Ritter des Leopoldsorden durch königlichen Erlass vom 26. November 1930